# Glenamoy Bog Complex SAC
Glenamoy Bog Complex SAC este o arie protejată (sit de importanță comunitară — SCI) din Irlanda întinsă pe o suprafață de 13.057,21 ha, integral pe uscat.

## Localizare
Centrul sitului Glenamoy Bog Complex SAC este situat la coordonatele 54°16′49″N 9°38′35″W / 54.2803°N 9.6431°V.

## Înființare
Situl Glenamoy Bog Complex SAC a fost declarat sit de importanță comunitară în mai 1998 pentru a proteja 3 specii de plante și 13 specii de animale.

## Biodiversitate
Situată în ecoregiunea atlantică, aria protejată conține 8 habitate naturale: Faleze cu vegetație de pe coastele atlantice și baltice, Machair (* habitat specific irlandez), Lacuri și iazuri distrofice naturale, Pajiști umede nord-atlantice cu Erica tetralix, Formațiuni de Juniperus communis pe lande sau pajiști calcaroase, Turbării de acoperire (* exclusiv pentru turbării active), Mlaștini turboase de tranziție și turbării mișcătoare, Depresiuni pe substraturi de turbă de Rhynchosporion.
La baza desemnării sitului se află mai multe specii protejate:
- plante (3): Hamatocaulis vernicosus, Petalophyllum ralfsii, ochii-șoricelului (Saxifraga hirculus)
- păsări (12): alca (Alca torda), Branta leucopsis, șoim de iarnă (Falco columbarius), șoim călător (Falco peregrinus), papagal de mare (Fratercula arctica), Fulmarus glacialis, Hydrobates pelagicus, ploier auriu (Pluvialis apricaria), Puffinus puffinus, Pyrrhocorax pyrrhocorax, Rissa tridactyla, Uria aalge
- pești (1): somonul (Salmo salar)

Pe lângă speciile protejate, pe teritoriul sitului au mai fost identificate 1 specie de plante, 5 specii de păsări, 1 specie de amfibieni, 2 specii de mamifere, 1 specie de pești, 1 specie de reptile.